# Rhachotropis ludificor
Rhachotropis ludificor är en kräftdjursart som beskrevs av J. L. Barnard 1967. Rhachotropis ludificor ingår i släktet Rhachotropis och familjen Eusiridae. Inga underarter finns listade i Catalogue of Life.